# Enfant de Taung
Le fossile désigné sous le nom d'« enfant de Taung » est le crâne d'un enfant d'environ 3 ans de l'espèce Australopithecus africanus. Il a été découvert en 1924, par des carriers de la Northern Lime Company à Taung, près de Kimberley, en Afrique du Sud. À partir de ce crâne, Raymond Dart a défini, en 1925 dans le journal Nature, un nouveau genre d'hominidé, les australopithèques, et une nouvelle espèce. Le fossile est daté d'environ 2,6 Ma.

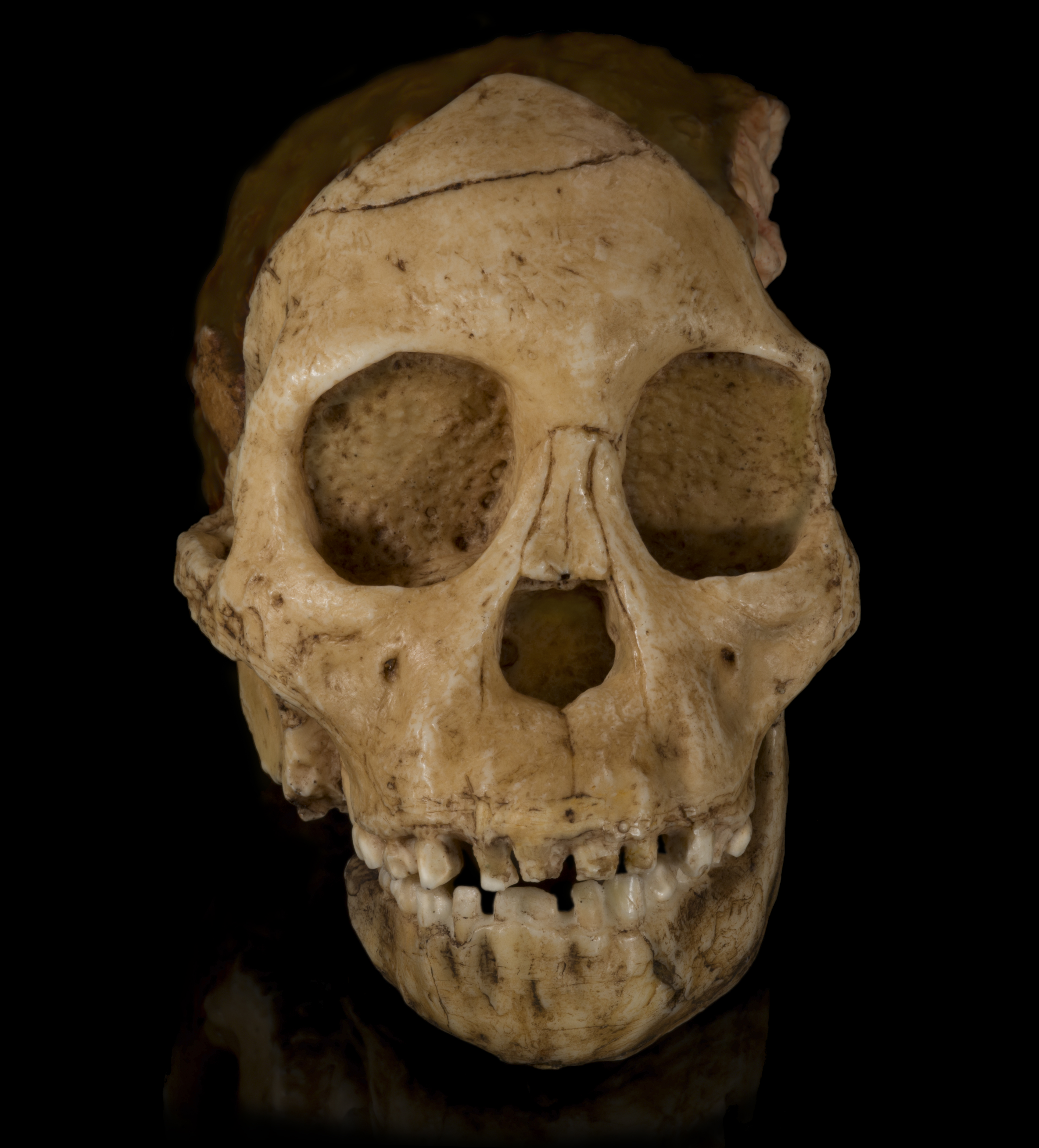
Taung-1 de face.

Le crâne de Taung est en dépôt à l'université du Witwatersrand. Dean Falk, une spécialiste de l'évolution du cerveau a qualifié ce crâne de « plus important fossile anthropologique du vingtième siècle ».

## Historique de la découverte
Au début du XXe siècle, les ouvriers des carrières de calcaire d'Afrique du Sud découvraient régulièrement des fossiles au sein des formations de travertin qu'ils travaillaient. La plupart étaient des restes de faune, parfois de primates, babouins et autres. Les restes les plus intéressants ou les plus complets étaient conservés comme des curiosités par les Européens qui géraient les carrières.
En 1924, les travailleurs de la Buxton Limeworks ont montré un crâne fossilisé de primate à E.G. Izod, le directeur de la Northern Lime Company, l'entreprise qui gérait la carrière, alors en visite sur le site. Le directeur l'a offert à son fils, Pat Izod, qui l'a placé sur le manteau de sa cheminée. Lorsque Josephine Salmons, une amie de la famille Izod, est venue rendre visite à Pat, elle a remarqué le crâne, l'a identifié comme étant celui d'un primate éteint et envisagé la possible signification que ce fossile pouvait avoir pour son mentor, Raymond Dart.
Josephine Salmons était alors la première étudiante de Dart, anatomiste à l'université de Witwatersrand. Salmons a été autorisée à prendre le crâne pour le présenter à Dart, qui a également reconnu l'importance de cette découverte. Dart s'est alors adressé à la compagnie, lui demandant de lui envoyer tous les crânes fossilisés intéressants susceptibles d'être déterrés. Lorsqu'un géologue consultant nommé Robert Young est venu aux bureaux de la carrière, le directeur, A.E. Speirs, lui a présenté toute une collection de crânes de primates qui avaient été recueillis par un mineur connu sous le nom de M. De Bruyn. Young a renvoyé plusieurs de ces crânes à Raymond Dart. Lorsque ce dernier les a examinés, il a découvert parmi eux un endocrâne fossilisé montrant l'empreinte d'un cerveau complexe correspondant au crâne d'un primate juvénile avec un visage peu profond et d'assez petites dents.
Quarante jours après avoir vu le fossile pour la première fois, Dart termine un article nommant l'espèce Australopithecus africanus — le « singe du sud de l'Afrique » — la décrivant comme « une race éteinte de singes, intermédiaire entre les anthropoïdes actuels et l'homme ». L'article a été publié dans le numéro du 7 février 1925 de la revue Nature. Le fossile a alors été rapidement surnommé l'« enfant de Taung ».

## Référence
1. ↑  Laurie Henry, « Révisions de l’évolution humaine en Afrique du Sud : l’enfant de Taung aurait 2,58 millions d'années selon une étude », sur Science et vie, 28 juillet 2024 (consulté le 16 février 2025)
2. ↑  Goran Štrkalj, Katarzyna Kaszycka, "Shedding new light on an old mystery: Early photographs of the Taung Child", South African Journal of Science 108, 2012.
3. ↑  Dean Falk, The Fossil Chronicles: How Two Controversial Discoveries Changed our View of Human Evolution, Berkeley and Los Angeles: University of California Press,  (ISBN 978-0-520-26670-4). 2011
4. 1 2 3  Jeffrey K. McKee, The Riddled Chain: Chance, Coincidence, and Chaos in Human Evolution, New Brunswick, NJ: Rutgers University Press,  (ISBN 0-813-52783-X), 2000
5. ↑  Roger Lewin, Bones of Contention: Controversies in the Search for Human Origins, Chicago: The University of Chicago Press,  (ISBN 0-226-47651-0), 1987
6. ↑  (en) Raymond Dart, « Australopithecus africanus: The Man-Ape of South Africa », Nature, vol. 115, no 2884,‎ 1925, p. 195-199 (DOI 10.1038/115195a0, lire en ligne)

- (en) Cet article est partiellement ou en totalité issu de l’article de Wikipédia en anglais intitulé « Taung Child » (voir la liste des auteurs).